# La démocratie des crédules
 (mars 2023).
- Si vous ne connaissez pas le sujet, laissez ce bandeau (vous pouvez alors contacter les auteurs).
- Si vous supprimez le contenu mis en cause (vous pouvez préalablement contacter les auteurs),

argumentez précisément cette suppression dans la page de discussion
(un manque de référence n'est pas un argument ; une recherche réelle de référence doit avoir été effectuée, être formellement documentée).
 (mars 2023).
Si vous disposez d'ouvrages ou d'articles de référence ou si vous connaissez des sites web de qualité traitant du thème abordé ici, merci de compléter l'article en donnant les références utiles à sa vérifiabilité et en les liant à la section « Notes et références ».
La démocratie des crédules est un essai écrit par le sociologue Gérald Bronner, paru en 2013.
Spécialiste des croyances collectives, il cherche à identifier, dans cet ouvrage, les fondements psychologiques et sociaux de la popularité de croyances, parmi lesquelles les théories du complot ont une place de choix.
Le livre est édité aux éditions Presses Universitaires de France (PUF).

## Thèse de l'auteur

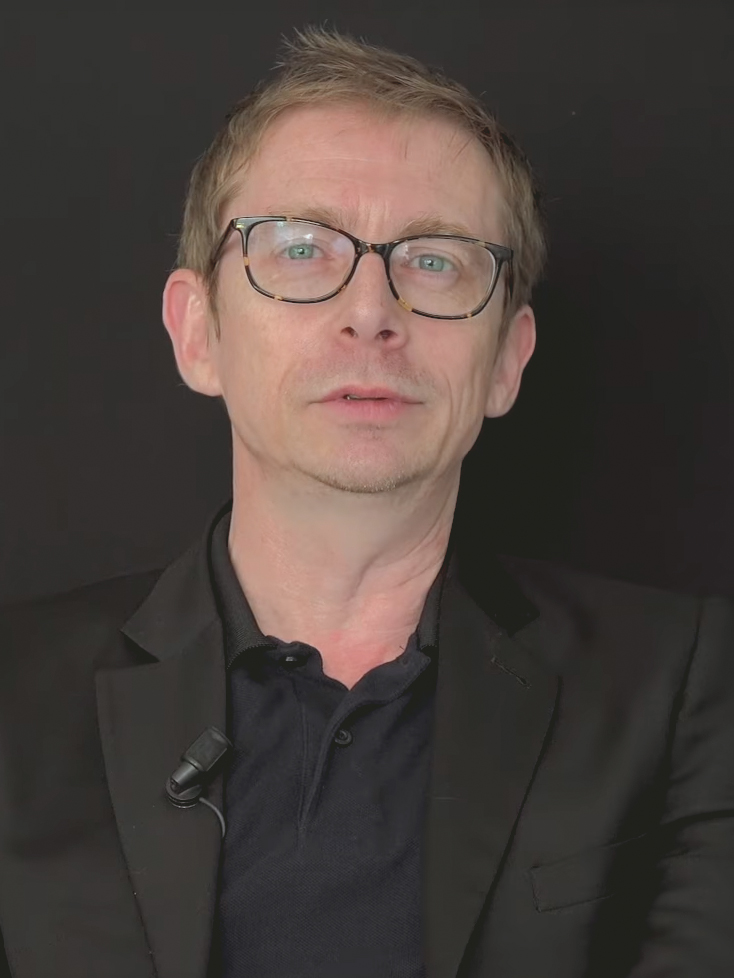
Gérald Bronner

Gérald Bronner met en exergue le paradoxe d’internet. Alors que nous disposons aujourd’hui de la plus grande masse d’information jamais accumulée, les croyances et les théories du complot prennent le pas sur les discours rationnels de l'approche scientifique, méthodique et rigoureuse.
La thèse principale de l'ouvrage, est que la diffusion des croyances irrationnelles, notamment des théories du complot, constitue un véritable danger pour la démocratie. Bronner soutient que la diffusion de ces croyances irrationnelles est favorisée par la massification de l'information et l'émergence des réseaux sociaux, qui peuvent conduire à une polarisation de la société et à une perte de confiance dans les institutions et les médias.
Il  met en évidence les mécanismes cognitifs qui peuvent conduire à la formation de croyances irrationnelles, tels que les biais cognitifs, la surévaluation de l'expérience personnelle, l'excès de confiance en soi et la surévaluation de l'information qui conforte ses croyances.
Il plaide pour un renforcement de l'éducation, des médias et de la culture pour lutter contre la montée des croyances irrationnelles, ainsi que pour une meilleure régulation des contenus sur Internet. Selon Bronner, la défense de la connaissance et de la rationalité est essentielle pour préserver la démocratie et lutter contre les discours de haine et la désinformation.

## Organisation de l'ouvrage et thèmes principaux
Introduction – L’empire du doute
Son argumentation s’organise en cinq points correspondant au nombre de chapitres.

### Chapitre 1: Lorsque plus, c’est moins: massification de l’information et mentale
La montée des croyances irrationnelles : Bronner analyse la diffusion des théories du complot, des discours de haine et des croyances irrationnelles dans la société, ainsi que les conséquences de cette montée sur la démocratie.

### Chapitre 2: Pourquoi Internet s’allie-t-il avec les idées douteuses?
Les effets de la massification de l'information : Bronner explore les effets de la massification de l'information sur la formation des opinions, en mettant en évidence les biais cognitifs qui peuvent conduire à des croyances irrationnelles.

### Chapitre 3: La concurrence sert le vrai, trop de concurrence le dessert
Le rôle d'Internet dans la diffusion des croyances irrationnelles : Bronner analyse l'impact des technologies modernes sur la diffusion des croyances irrationnelles, en expliquant comment les réseaux sociaux et les algorithmes peuvent favoriser la propagation de l'information erronée.

### Chapitre 4: La matrice du mal: un danger démocratique
Les dangers pour la démocratie : Bronner met en évidence les conséquences de la montée des croyances irrationnelles sur la démocratie, en montrant comment elles peuvent conduire à une perte de confiance dans les institutions et les médias, et à une polarisation de la société.

### Chapitre 5: Que faire? De la démocratie des crédules à celle de la connaissance
Les solutions pour lutter contre la montée des croyances irrationnelles : Bronner propose des solutions pour lutter contre la montée des croyances irrationnelles, en mettant en évidence l'importance de l'éducation, des médias et de la  culture pour renforcer la connaissance et l'esprit critique dans la société.

## Résumé par chapitre

### Chapitre 1: Lorsque plus, c'est moins: massification de l'information et mentale
Dans ce premier chapitre, Gérald Bronner explore les effets de la surabondance d'informations à laquelle nous sommes confrontés dans nos sociétés modernes.
Bronner explique que, contrairement à ce que l'on pourrait penser, l'accès à une quantité illimitée d'informations ne conduit pas nécessairement à une amélioration de notre compréhension du monde. Au contraire, il soutient que la surcharge cognitive peut nous rendre plus crédules, en nous incitant à privilégier des informations simplistes et à recourir à des raccourcis cognitifs.
L'auteur aborde également les conséquences de la polarisation croissante de la société, qui se manifeste notamment par l'émergence de bulles de filtres sur les réseaux sociaux. Ces filtres nous exposent principalement à des opinions et des informations qui confortent nos croyances préexistantes, et nous rendent ainsi moins aptes à intégrer des informations contradictoires ou à envisager des perspectives alternatives.
Bronner souligne l'importance de prendre conscience de ces phénomènes, et d'adopter une approche plus réflexive et critique vis-à-vis des informations auxquelles nous sommes exposés. Il met également en garde contre le risque de fragmentation de la société, qui pourrait mener à une perte de confiance dans les institutions et à une désintégration de la démocratie.

### Chapitre 2: Pourquoi Internet s'allie-t-il avec les idées douteuses?
Bronner explore ici les raisons pour lesquelles les idées douteuses, telles que les théories du complot ou les discours haineux, sont particulièrement répandues sur Internet.
Il explique que les algorithmes de recommandation utilisés par les plateformes en ligne ont tendance à privilégier les contenus les plus populaires ou les plus sensationnels, au détriment des contenus plus fiables ou nuancés. Cela peut conduire à une amplification des idées les plus extrêmes ou les plus conspirationnistes, qui génèrent souvent des réactions émotionnelles intenses.
Le sociologue aborde également le rôle des communautés en ligne, qui peuvent se former autour de valeurs ou de croyances communes. Ces communautés peuvent renforcer les croyances préexistantes de leurs membres et les inciter à rejeter les informations qui ne correspondent pas à leur vision du monde.
Bronner souligne l'importance de l'éducation aux médias et de la sensibilisation à la manipulation de l'information en ligne, afin de permettre aux utilisateurs d'Internet de développer leur esprit critique et de prendre du recul vis-à-vis des contenus qu'ils consultent. Il appelle également à une réglementation plus stricte des plateformes en ligne, afin de limiter la diffusion de contenus haineux ou trompeurs.

### Chapitre 3: La concurrence sert le vrai, trop de concurrence le dessert
Dans ce troisième chapitre, Gérald Bronner explore les effets de la concurrence sur la production et la diffusion de l'information.
Il explique que la concurrence peut être un moteur de qualité dans le domaine de l'information, en incitant les médias à proposer des contenus fiables et à jour. Cependant, il souligne également que la concurrence peut avoir des effets pervers, notamment lorsqu'elle se traduit par une surenchère sensationnaliste ou une course à l'audience.
L'auteur aborde également le rôle des réseaux sociaux dans la concurrence pour l'attention des utilisateurs, qui peuvent être exposés à une quantité massive d'informations et de contenus. Cette concurrence au cœur de l’économie de l'attention peut favoriser les contenus les plus extrêmes ou les plus spectaculaires, au détriment des informations les plus nuancées ou les plus complexes.
Bronner met en avant l'importance d'un journalisme de qualité, qui privilégie la rigueur et la vérification des informations, et appelle à une régulation plus stricte des médias en ligne. Il souligne également l'importance pour les consommateurs d'informations de faire preuve d'esprit critique et de prendre du recul vis-à-vis des contenus qu'ils consultent.

### Chapitre 4: La matrice du mal: un danger démocratique
Dans ce chapitre, l'auteur explore le rôle des théories du complot et des discours haineux dans la déstabilisation de la démocratie.
Bronner explique que les théories du complot ont toujours existé, mais qu'Internet a permis leur propagation à une échelle sans précédent. Il met en évidence les caractéristiques communes des théories du complot, notamment la conviction que les élites gouvernementales ou médiatiques dissimulent la vérité au grand public. Selon Bronner, ces théories du complot peuvent être dangereuses pour la démocratie, car elles sapent la confiance dans les institutions et dans les médias, et encouragent le rejet des normes sociales et politiques.
L'auteur aborde également le rôle des discours haineux, qui visent à stigmatiser ou à déshumaniser des groupes sociaux, tels que les minorités raciales, ethniques ou sexuelles. Il explique que ces discours haineux peuvent conduire à une polarisation de la société et à une montée des tensions sociales.
Bronner met en évidence l'importance d'une régulation des discours haineux et des théories du complot en ligne, tout en reconnaissant la difficulté de définir et de mesurer ces phénomènes. Il appelle également à une responsabilisation des plateformes en ligne, qui ont un rôle clé à jouer dans la lutte contre la désinformation et les discours haineux.

### Chapitre 5: Que faire? De la démocratie des crédules à celle de la connaissance
Dans ce dernier chapitre, Bronner propose des solutions pour lutter contre la montée des croyances irrationnelles dans la société.
Selon lui, l'éducation aux médias est la clé pour former des citoyens capables de faire des choix rationnels et de résister aux croyances irrationnelles. Il met en évidence l'importance de l'éducation à la méthode scientifique, qui permet aux citoyens de comprendre comment sont produites les connaissances scientifiques, et d'éviter les biais cognitifs qui peuvent conduire à des croyances irrationnelles.
L'auteur appelle également à une responsabilisation des médias et des plateformes en ligne, qui ont un rôle important à jouer dans la diffusion de l'information et des connaissances. Il encourage les médias à lutter contre la désinformation en adoptant des normes de qualité, en renforçant la vérification des faits, et en évitant de donner une tribune aux croyances irrationnelles.
Enfin, Bronner souligne l'importance de la culture, qui peut contribuer à la diffusion de la connaissance et à la formation de l'esprit critique. Il encourage la création d'œuvres culturelles qui valorisent la connaissance et la rationalité, et qui permettent de susciter l'intérêt du public pour les sciences.
En somme, l'auteur propose une approche holistique qui vise à renforcer l'éducation, les médias et la culture, afin de promouvoir une société où la connaissance est valorisée et où les croyances irrationnelles sont combattues.

## Distinctions
La démocratie des crédules a reçu en 2013 le prix de la Revue des Deux Mondes ainsi que le prix Sophie Barluet.